# تفشي الإيبولا في مقاطعة إكواتور 2018

تفشي الإيبولا في مقاطعة إكواتور هو تفشي لفيروس الإيبولا حدث في شمال غرب جمهورية الكونغو الديمقراطية في الفترة من مايو إلى يوليو عام 2018م. تم احتواؤه بالكامل داخل مقاطعة إكواتور، وكانت المرة الأولى التي حاول فيها مسؤولو الصحة التطعيم بواسطة لقاح فيروس إيبولا في وقت مبكر مراحل تفشي فيروس إيبولا مع ما مجموعه 3.481 شخص تم تلقيحهم. كان هذا التفشي هو التفشي التاسع الذي سُجل فيه تانتشار شي فيروس إيبولا في جمهورية الكونغو الديمقراطية.
بدأ تفشي المرض في 8 مايو 2018م عندما أُفيد أن 17 شخصًا قد يشتبه في وفاتهم من جراء الإيبولا بالقرب من مدينة بيكورو في مقاطعة إكواتور. أعلنت منظمة الصحة العالمية تفشي المرض بعد التأكد من إصابة شخصين بالمرض. في 17 مايو تأكد أن الفيروس قد انتشر في مدينة مبانداكا الساحلية الداخلية مما تسبب في قيام منظمة الصحة العالمية برفع تقييمها لمستوى الخطر القومي إلى «مرتفع للغاية» ولكنه لا يشكل بعد كارثة دولية طوارئ للصحة العامة. أعلنت منظمة الصحة العالمية تفشي المرض في 24 يوليو 2018.
بعد ذلك تم تأكيد تفشي آخر في مقاطعة كيفو في المنطقة الشرقية من البلاد في 1 أغسطس 2018م.

## الوبائيات

### الحالات المبكرة
يُعتقد أن الحالات المبكرة حدثت في أوائل أبريل 2018. ظهرت الحالة الأولى المشتبه بها عند شرطي، توفي في مركز صحي في قرية إيكوكو إمبينغي، قرب بلدة سوق بيكورو في مقاطعة إكواتور، وذلك وفقًا للاتحاد الدولي لجمعيات الصليب الأحمر والهلال الأحمر.
بعد جنازته، ظهر المرض عند 11 فردًا من عائلته، توفي سبعة منهم. حضر المتوفون السبعة جنازة الحالة الأولى أو قدموا الرعاية لها. لم يتأكد بعد أن الحالة المذكورة هي الحالة الأولى بالفعل. 
أبلغت إدارة الصحة في مقاطعة إكواتور في 3 مايو 2018 عن وجود 21 حالة تُبدي أعراضًا شبيهة بأعراض مرض فيروس إيبولا، توفيت منها 17 حالة. تبين لاحقًا أن 8 من هذه الحالات غير مرتبطة بفيروس إيبولا. أُعلن عن التفشي في 8 مايو بعد كشف فيروس إيبولا زائير في عينتين من أصل خمس عينات مأخوذة من مرضى.
في 10 مايو، أعلنت منظمة الصحة العالمية عن وجود 32 حالة من مرض فيروس إيبولا في جمهورية الكونغو الديمقراطية، وأُعلن في اليوم التالي عن إصابتين جديدتين بالفيروس، فأصبح المجموع 34 حالة، جميعها في منطقة بيكورو في جمهورية الكونغو الديمقراطية.

### الانتشار إلى مبانداكا
خلال ثماني فاشيات إيبولا سابقة في جمهورية الكونغو الديمقراطية منذ 1976، لم يصل الفيروس إلى مدينة رئيسية. في مايو 2018، أُكد وجود أربع حالات في مدينة مبانداكا.
في 14 مايو، أبلغ عن حالات مشتبه بها في منطقتي إيبوكو ووانغاتا في مقاطعة إكواتور، بالإضافة إلى بيكورو. أعلنت منظمة الصحة العالمية في 17 مايو 2018 أن الحالة الأولى التي أُكدت في منطقة حضرية خلال هذا التفشي كانت في وانغاتا في مدينة مبانداكا عاصمة مقاطعة إكواتور، التي تبعد نحو 100 ميل شمال بيكورو. مبانداكا ميناء كثيف السكان ومزدحم تقع على نهر الكونغو ويبلغ تعداد سكانها 1.2 مليون نسمة، وهو ما زاد احتمال انتشار الفيروس. في اليوم التالي، رفعت منظمة الصحة العالمية مستوى الخطر في جمهورية الكونغو الديمقراطية إلى «مرتفع للغاية» بسبب وجود الفيروس في منطقة حضرية.
خشيت حكومة جمهورية الكونغو الديمقراطية انتقال الفيروس في القوارب عبر نهر الكونغو بين مبانداكا والعاصمة كينشاسا. وأشارت منظمة الصحة العالمة إلى إمكانية انتشار التفشي إلى تسع دول أخرى في المنطقة، بما فيها الحدود بين جمهورية الكونغو الديمقراطية وجمهورية إفريقيا الوسطى.
في 23 مايو 2018، توزعت بؤرة التفشي بين بيكورو وإيبوكو؛ إذ كانت 55% من الحالات المؤكدة في إيبوكو و81.5% من الوفيات في إيكورو. توزعت الحالات الموجودة في النطاق الصحي لبيكورو في إيكوكو إمبينغي (12)، بيكورو (6)، مومبويو (1)، موهيلي (1)؛ وتوزع المصابون في النطاق الصحي لإيبوكو في إتيبو (13)، مبانغي (2)، وينغا (1)، لونغو (1).
وفقًا لتقرير الحالة الخامس الصادر عن منظمة الصحة العالمية، بلغ معدل وفيات الحالات (42.3%). أُبلغ عن التوزع الديموغرافي ضمن 44 حالة حتى 22 مايو؛ كان 26 من المصابين بمرض فيروس إيبولا رجالًا و18 نساءً؛ ظهرت 7 حالات عند أطفال عمرهم 14عامًا أو أقل و9 حالات عند أشخاص فوق 60 عامًا. بحلول 23 مايو، أُبلغ عن 5 إصابات بين العاملين في الرعاية الصحية، توفيت منهم حالتان. جرى تتبع مخالطي المرضى لكشف الحالات المحتملة. في 29 مايو، أبلغ عن تحديد 800 من مخالطي المرضى في مدينة مبانداكا؛ وفي اليوم التالي، أبلغ أن 500 شخص في المدينة تلقوا اللقاح.
في 29 مايو، قالت منظمة الصحة العالمة إنها وجهت تنبيهًا للدول التسع المجاورة لأن خطر انتشار فيروس إيبولا فيها مرتفع. في 4 يونيو، أبلغ أن أنغولا أغلقت حدودها مع جمهورية الكونغو الديمقراطية بسبب التفشي.

### انتهاء التفشي
أعلن عن انتهاء هذا التفشي في جمهورية الكونغو الديمقراطية في 24 يوليو 2018 بعد مرور 42 يومًا دون تسجيل أي إصابات جديدة. رغم ظهور فاشية جديدة في المنطقة الشرقية من كيفو بعد أسبوع فقط؛ تبين أن الفاشيتين غير مرتبطتين ببعضهما.

## تحديات الاحتواء
توجد ثلاث مستشفيات في منطقة بيكورو، لكن الخدمات الصحية في تلك المنطقة وُصفت من قبل منظمة الصحة العالمية بأنها محدودة الوظيفة من الأساس؛ تلقت المستشفيات إمدادات من هيئات دولية ولكنها عانت من النقص المتكرر في اللوازم. كانت أكثر من نصف الحالات التي ظهرت منطقة بيكورو في إيكوكو إمبينغي، وهي قرية لا تتصل بشبكة الطرقات. تقع بيكورو في غابة مطرية كثيفة، وأعاق بُعد المنطقة والبنى التحتية السيئة معالجة مرضى إيبولا، وكذلك الإشراف والتلقيح.
شكل التزام المرضى تحديًا آخر: في 20-21 مايو، هرب ثلاثة مصابين بإيبولا من جناح للعزل في مركز معالجة في مبانداكا؛ توفي اثنان لاحقًا بعد أن حضروا صلاةً جماعية، ربما خالطوا خلالها ما يقارب 50 شخصًا. يعتقد أيضًا أن لحوم الأدغال أسهمت في العدوى، لكن بائعي هذه اللحوم في سوق مبانداكا لم يصدقوا أن الفيروس كان حقيقيًا أو خطرًا. أبلغ أيضًا عن العدائية ضد العاملين في الرعاية الصحية الذين يحاولون تقديم المساعدة الطبية. في 29 مايو، تنبأت منظمة الصحة العالمية بوجود نحو 100-300 حالة بحلول نهاية يوليو.

## الفيروس
كُشف أن الفيروس المسؤول عن هذا التفشي فيروس إيبولا زائير الذي يتبع جنس فيروس إيبولا من عائلة الفيروسات الخيطية.
سمي الفيروس باسم نهر إيبولا وهو رافد لنهر الكونغو في جمهورية الكونغو الديمقراطية؛ كُشفت سلالة زائير أول مرة في عام 1976 في يامبوكو.

## الاستجابة
أنشأت منظمة أطباء بلا حدود مراكز معالجة في بيكورو وإيكوكو ووانغاتا. أرسلت منظمة الصحة العالمية فريق خبراء في 8 مايو، وفي 13 مايو، زار المدير العام لمنظمة الصحة العالمية تيدروس أدهانوم غيبربسوس البلدة. في 18 مايو، اجتمعت لجنة اللوائح الصحية الدولية التابعة لمنظمة الصحة العالمية وقررت عدم اعتبار التفشي من «حالات طوارئ الصحة العامة محل الاهتمام الدولي». حتى 24 مايو 2018، أرسلت منظمة الصحة العالمية 138 موظفًا تقنيًا إلى ثلاث مناطق متأثرة؛ أرسل الصليب الأحمر أكثر من 150 شخصًا وكان العاملون في اليونيسف نشطين أيضًا. من الوكالات العالمية الأخرى التي أرسلت فرقًا أيضًا فريق الدعم السريع للصحة العامة في المملكة المتحدة ومراكز إفريقيا للسيطرة على الأمراض ومكافحتها. تبرع صندوق ويلكوم بمبلغ 2 مليون جنيه إسترليني للمساعدة. وتبرعت شركة ميرك بلقاحها التجريبي وساعد التحالف العالمي للقاحات والتحصين «غافي» في عمليات التلقيح. شُحنت الأطنان من الإمدادات إلى جمهورية الكونغو الديمقراطية بما فيها معدات الحماية والتعقيم والأدوية المسكنة. بعد وصول الفيروس إلى مبانداكا، أعلن وزير الصحة في جمهورية الكونغو الديمقراطية أولي إيلونغا كالينغا أن الرعاية الصحية للمصابين ستكون مجانية.
دعا الرئيس الأمريكي دونالد ترامب إلى إلغاء تمويل إيبولا ومعظم التمويل المخصص للاستجابات الطارئة لوزارة الخارجية الأمريكية. عزل مستشار الأمن القومي جون بولتون رئيس الأمن الصحي في مجلس الأمن القومي في اليوم الذي أعلن فيه عن تفشي فيروس إيبولا، ما أدى إلى إغلاق مكتب الوقاية من الأوبئة. وقالت مراكز السيطرة على الأمراض والوقاية منها إن «نحو خمسة» من موظفيها يقدمون المشورة لحكومة الكونغو. كان حضور مراكز السيطرة على الأمراض والوقاية منها قليلًا مقارنةً بمراكز بلدان غرب إفريقيا. ووعدت الوكالة الأمريكية للتنمية الدولية بتقديم مليون دولار لمنظمة الصحة العالمية لدعم جهودها في مكافحة إيبولا. ووعدت ألمانيا بمبلغ 5.8 مليون دولار.